# Надажин (гмина)
Надажин (пол. Nadarzyn) — сельская гмина (волость) в Польше, входит как административная единица в Прушковский повет, Мазовецкое воеводство. Население — 10 046 человек (на 2004 год).

## Демография
| Перепись                       | Всего   | Всего | Женщины | Женщины | Мужчины | Мужчины |
| ------------------------------ | ------- | ----- | ------- | ------- | ------- | ------- |
| Единицы                        | человек | %     | человек | %       | человек | %       |
| Население                      | 10 046  | 100   | 5206    | 51,8    | 4840    | 48,2    |
| Плотность населения (чел./км²) | 136,9   | 136,9 | 70,9    | 70,9    | 65,9    | 65,9    |

## Сельские округа
1. Каетаны
2. Краковяны
3. Млохув
4. Надажин
5. Пароле
6. Розалин
7. Русец
8. Стара-Весь
9. Стшенювка
10. Шамоты
11. Ужут
12. Валендув
13. Воля-Краковяньска
14. Волица

## Соседние гмины
1. Гмина Брвинув
2. Гмина Гродзиск-Мазовецки
3. Гмина Лешноволя
4. Гмина Михаловице
5. Гмина Рашин
6. Гмина Тарчин
7. Гмина Жабя-Воля